# Verónica de Paoli
Verónica de Paoli, född 7 maj 1973, är en argentinsk friidrottare. Hon deltog vid olympiska sommarspelen 2000.